# Eden of the East
Higashi no Eden (яп. 東のエデン Хигаси но Эдэн, рус. «Восточный Эдем»), вышедшее в США под названием «Eden of the East» — аниме Кэндзи Камиямы, название которого является перевёртышем классического романа американского писателя Джона Стейнбека «East of Eden» («К востоку от рая»). Аниме о порядочном террористе. Дизайн персонажей разрабатывала Тика Умино. О создании сериала было объявлено в 2008 году в 23 выпуске журнала «Young Animal» издательства «Hakusensha». В середине 2009 года на телеканале Fuji TV в блоке передач noitaminA прошёл показ 11-серийного аниме. На апрель 2010 года также вышло 3 анимационных фильма (один — компиляция сериала и два продолжения).

## Сюжет
22 ноября 2010 года по Японии было произведено 10 ракетных ударов. Откуда прилетели эти ракеты — установить не удалось. Жертв среди населения удалось избежать и позднее теракт был назван «Беспечным понедельником». Однако после теракта бесследно исчезли 20 тысяч NEET. Спустя три месяца после теракта приехавшая в Вашингтон главная героиня Саки Морими сталкивается с главным героем, Акирой Такидзавой. Он абсолютно голый, не помнит кто он такой и единственное что у него есть — пистолет и сотовый телефон с надписью «Noblesse oblige» (с фр. — «Положение обязывает»). На счету телефона лежит 8.2 миллиарда иен и через него можно связаться с некой Джуис (яп. ジュイス Дзюису, от порт. Juiz, «Судья»), готовой исполнить любое желание Акиры. Как вскоре выясняется, некий мистер Аутсайд (яп. アウトサイド Аутосайдо, англ. Mr. Outside) раздал 12 выбранным им людям, так называемым «Сэрэсон» (яп. セレソン, от порт. Seleção, «Избранные»), 12 мобильных телефонов с десятью миллиардами иен на счету. Каждый из 12 вовлечённых в игру человек обязан потратить свои десять миллиардов на спасение Японии. Победитель сможет встретиться с мистером Аутсайдом. Акира же является девятым из них. К тому же один из участников является наблюдателем, готовым в любой момент исключить из игры не справляющихся со своими обязанностями игроков. Кто именно является наблюдателем известно только организатору игры.

## Персонажи

### Главные персонажи
Саки Морими (яп. 森美 咲 Морими Саки, род.6 января 1989 года), 22 года на момент начала сюжета. Студентка последнего курса университета. После смерти родителей жила со своей старшей сестрой, её мужем и их ребёнком. В рамках своей выпускной поездки посетила Нью-Йорк с друзьями, а затем отправилась одна в Вашингтон, где встретила Акиру Такидзаву, который помог ей сбежать от полиции, когда она бросила монетку во двор Белого дома и была задержана по этому поводу. Позже заметив, что оставила свой паспорт в пальто, которое одолжила этому парню (когда тот был голым), принялась искать его. После того, как она нашла Акиру, они решили вдвоём лететь в Токио.
Сэйю: Саори Хаями.
Акира Такидзава (яп. 滝沢 朗 Такидзава Акира) — девятый Сэрэсон. Зная о подготовленном другими Сэрэсон теракте, при поддержке 20 тысяч NEET, он свёл число жертв Беспечного Понедельника к нулю. Однако в итоге его и связанных с ним NEET стали подозревать в организации теракта. Чтобы уберечь NEET от гнева общественности, Акира взял вину за теракт на себя, отправил своих помощников на три месяца в Дубай и стёр себе память. Единственное что у него сохранилось в памяти после этого — обширные познания о кинофильмах. Под руководством Дзюис он смог добраться до своей квартиры в Вашингтоне, где обнаружил большое количество оружия и паспортов. Не помня даже своего имени, он выбрал для себя паспорт с именем «Акира Такидзава». После того как Акира и Саки вместе вернулись в Японию, Акира стал спонсором компании «Восточный Эдем», в которую входила Саки, и заручился её поддержкой. В ходе игры он постепенно восстанавливает свою память.
На момент начала сериала Акира участвует в игре с единственной целью — встретиться с Мистером Аутсайдером и побить его за насильное вовлечение в игру. Однако со временем, осознав что кроме него позаботиться о стране некому, он попросил Дзюис сделать его королём. Осознав, что на этот путь у него нет времени, Акира потребовал чтобы старики отбросили свои богатства и действовали вместе с NEET. В противном случае Акира устроит новое похищение и оставит страну без рабочей силы. Это было признано Аутсайдером моментом завершения игры. Так как Акира уже ранее стирал себе память, он стал единственным выжившим Сэрэсон, кто смог уклониться от попытки Аутсайдера стереть игрокам память, и в итоге смог ему врезать.
Сэйю: Рёхэй Кимура.

### Клуб «Восточный Эдем»
Сатоси Осуги (яп. 大杉 智 О:суги Сатоси) — друг Саки, безответно влюблён в неё. Первым из членов клуба перестал быть безработным и решил начать карьеру.
Сэйю: Такуя Эгути.
Кадзуоми Хирасава (яп. 平澤 一臣 Хирасава Кадзуоми) — фактический лидер «Восточного Эдема». Прервал своё обучение в университете с целью создать рай для NEET'ов.
Сэйю: Мотоюки Кавахара.
Микуру Кацухара (яп. 葛原 みくる Кацухара Микуру), так же известная, как Миттён (яп. みっちょん) — главный программист «Восточного Эдема». Юная застенчивая девушка, создавшая для «Эдема» систему распознавания лиц. Двоюродная сестра Хирасавы. Такидзава называет её Миттан (яп. みったん), подражая детской речи для придания ещё большей миловидности.
Сэйю: Аяка Сайто.
Харуо Касуга (яп. 春日 晴男 Касуга Харуо)
Сэйю: Хаято Тая.
Онэ (яп. おネエ Онэ:) — член клуба, занимающийся работой с документами. Пол и настоящее имя не известны, поскольку все члены клуба обращаются к ней исключительно как Сестра (яп. お姉 О-нэ:). Однако, японцы называют «おネエ» женоподобных мужчин (часто они  геи или транссексуалы).
Сэйю: Кимико Сайто.
Ютака Итадзу (яп. 板津 豊 Итадзу Ютака) — гениальный хакер. Является безработным хикикомори, ведя затворническую жизнь. Не является членом «Восточного Эдема», но поддерживает с ними связь и помогает. Получив телефон одного из Seleção смог подключиться к системе и отслеживать финансовую деятельность остальных Seleção. Первым узнал про планы Мононобэ нанести 60 ракетных ударов по крупнейшим городам Японии и передал эту информацию «Восточному Эдему». Был сбит машиной Мононобэ, после чего его судьба оставалась неизвестна. Впоследствии оказалось, что Итадзу выжил и находится в больнице.
Известен под прозвищем Панцу (яп. パンツ, «штаны»), так как одна из предположительных причин его затворничества в том, что у него ветром унесло последние штаны, и с тех пор он не может выйти на улицу. Так же панцу является альтернативным прочтением его имени — Итадзу (яп. 板津).
Сэйю: Нобуюки Хияма

### Seleção и прочие персонажи
Сайдзо Ато (яп. 亜東 才蔵 Ато: Сайдзо:) — Seleção номер 12, он же Мистер Извне (Аутсайд) (яп. ミスター・アウトサイド Мисута: Аутосайдо, англ. Mr. Outside). Главный антагонист и создатель игры. Президент корпорации «Ато». В прошлом был одним из богатейших бизнесменов и наиболее влиятельных политических и экономическмх деятелей Японии. В настоящее время, достигнув возраст больше 100 лет, работает таксистом. По словам Дайдзю Мононобэ, Сайдзо Ато «считает себя тем, кто заложил основы современной Японии», внёсшим определяющий вклад в восстановление Японии после трагического для неё завершения Второй мировой войны, заложив основу для Японского экономического чуда. Его псевдоним Аутсайд является каламбуром на его имя Ато Сайдзо. Всех участников игры, за исключением Акиры, Сайдзо Ато отобрал из числа собственных клиентов, задавая каждому из них один и тот же вопрос, что бы они сделали для страны, если бы у них было в кармане 10 миллиардов иен.
Несмотря на то, что как безымянный номер 12, Сайдзо Ато впервые упоминается в предпоследней серии сериала, полноценно Мистер Извне появляется только во втором фильме, когда его находит Хирасава. Тогда же выясняется, что он так же является участником игры под номером 12. С Акирой знакомится, когда тот работал развозчиком газет. Сайдзо просит у Акиры газету и получает её безвозмездно. В последующем разговоре он узнаёт мнение Акиры о проблемах современного общества и решает дать ему шанс спасти Японию. После того как Акира потребовал от стариков отказаться от своих богатств, Сайдзо завершил игру, признав победителями всех выживших и попытался стереть им память. Однако Акира сумел избежать стирания памяти и в конце второго фильма встретился с ним.
Сэйю: Хироси Арикава
Дайдзю Мононобэ (яп. 物部 大樹 Мононобэ Дайдзю) — Seleção номер 1. Один из главных антагонистов сериала. Бывший чиновник, имеет широкие связи со многими политическими деятелями Японии. Планировал стать исполнительным директором ATO. Приводит Акиру в штаб ATO, где рассказывает ему о его прошлом и своих планах с целью переманить его на свою сторону. Планировал победить в игре, заняв место Мистера Аутсайда. Установил настоящую личность Мистера Аутсайда и предположил, что он уже должен быть мёртв. Считает, что Япония находится в состоянии апатии, вызванным длительным экономическим процветанием и сильным влиянием таких стран, как США. «Спасти» страну планирует сплотив население, для чего собирается устроить полномасштабный террористический акт. Манипулировал Юки и убедил его устроить «беспечный понедельник», а также и последующие ракетные атаки. Его планы были сорваны Акирой при помощи 20 тысяч NEET’ов. Используя свои связи в полиции боролся с «Восточным Эдемом». Стал инициатором проекта закона о 100 % налоге на наследство, с помощью которого собирался избавиться от всех NEET’ов. В конце концов собирался свергнуть всё японское правительство и установить в стране более жёсткий контроль, но не успел осуществить свои планы до конца игры. После окончания игры теряет память.
Сэйю: Ацуси Мияути
Дзинтаро Цудзи (яп. 辻 仁太郎 Цудзи Дзинтаро:) — Seleção номер 2. Поначалу является союзником Мононобэ и Юки. Относится к игре несерьёзно и не строит масштабных планов по спасению Японии. Утверждает, что не потратил ни одной иены, что получил. После того, как Такидзава пожелал стать «королём», делает свой ход. Делает из Такидзавы кумира и создаёт ему образ «воздушного короля», распространяя рекламу и товары с его изображением. В конечном итоге планирует сделать Такидзаве образ жертвы, мученика и героя Японии. Технически выбывает из игры, когда Мононобэ взрывает его трейлер с Джуис. Позже теряет свои деньги, когда Мононобэ натравливает на него налоговую службу.
Сэйю: Кодзи Юса
Тосико Китабаяси (яп. 北林 敏子 Китабаяси Тосико) — Seleção номер 3. Пожилая женщина с фиолетовыми волосами. В сериале не присутствует и впервые появляется в первом фильме. Свой первый вызов Джуис делает с целью заказать еды. В конце выясняется, что она госпитализирована. После окончания игры теряет память.
Сэйю: Рэйко Сэно
Юсэй Кондо (яп. 近藤 勇誠 Кондо: Ю:сэй) — Seleção номер 4. Детектив полиции Токио. Тратит все свои деньги и крадёт телефон Акиры, однако затем узнаёт у Джуис, что деньгами с чужого телефона воспользоваться невозможно. Был убит собственной женой ударом ножа в живот. Перед смертью возвращает Акире его телефон и предупреждает его о том, как на самом деле опасна эта игра. Впоследствии телефон Кондо был передан Акирой в «Восточный Эдем». Итадзу разобрал его и смог подключиться к системе Seleção.
Сэйю: Хироси Сирокума
Хадзимэ Хиура (яп. 火浦 元 Хиура Хадзимэ) — Seleção номер 5. 52-летний мужчина, в прошлом талантливый врач-нейрохирург. После попадания в аварию травмирует руки и подаёт в отставку, так как не может проводить операции. Получив 10 миллиардов иен становится главным врачом больницы. Встречается с потерявшем память Акирой и рассказывает ему об игре. Тратит все свои деньги на создание идеальной больницы. Признаётся, что не собирался спасать всю страну в целом, но преуспел в своей собственной миссии. В первом фильме выясняется, что потратив все деньги Хиура не был убит, а потерял все воспоминания и должность.
Сэйю: Синдзи Огава
Тайси Наомото (яп. 直元 大志 Наомото Тайси) — Seleção номер 6. Впервые появляется в первом фильме в качестве одного из антагонистов. Собирается снять «идеальный фильм» с Акирой и Саки в главных ролях, а впоследствии убить их таким образом, который ещё не встречался в фильмах. Из-за этого создаёт главным героям множество проблем. Его непродуманный план в конце концов был разрушен благодаря Сиратори, вовремя спасшей Акиру и Саки. Сам Наомото попадает в полицию Нью-Йорка, где и находится до окончания игры.
Сэйю: Хироюки Ёсино
Рё Юки (яп. 結城 亮 Ю:ки Рё:) — Seleção номер 10. Инициатор всех ракетных ударов, начиная с «беспечного понедельника». Несмотря на это труслив и поддаётся влиянию со стороны Мононобэ. Имеет с ним одни цели, однако мотивирован ненавистью к обществу, которому желает отомстить. Работает, чтобы прокормить больных родителей и считает себя обманутым системой. Выбывает из игры, сломав собственных телефон, чтобы его не могли отследить. Вскоре становится одержимым местью Акире. Из-за того, что его телефон сломан, он не узнаёт об окончании игры и не теряет память. Уже после окончания игры находит, где находится акира, но встретив Мононобэ, который потерял память, пытается его убить. Был сбит машиной Мононобэ. Неизвестно, выжил ли он.
Сэйю: Масакадзу Морита
Куроха Диана Сиратори (яп. 白鳥・D・黒羽 Сиратори Дайана Куроха) — Seleção номер 11. Официально является президентом модельного агентства. На самом деле является серийной убийцей. Использует возможности Джуис для того, чтобы избавляться от улик. Убивает мужчин, оскопляя их ножом для сигар. Однако в качестве жертв выбирает исключительно мужчин, обвинявшихся в сексуальных преступлениях. После встречи с Акирой проникается к нему симпатией и становится его союзником. Неоднократно спасает Акиру и Саки, в частности от действий Наомото. Когда Мононобэ запустил ракету в трейлер с Джуис Акиры, Сиратори меняет местами её трейлер и трейлер Акиры. Потеряв Джуис, она выбывает из игры. Предположительно по окончании игры тоже теряет память.
Сэйю: Рэй Игараси
Джуис (яп. ジュイス Дзюису, от порт. Juiz, «судья») — таинственный женский голос, выступающий в качестве помощника для каждого из Seleção. Обеспечивает их информацией и выполняет любые просьбы. стоимость работы Джуис так же вычитается со счёта владельца телефона. После выясняется, что Джуис на самом деле является не человеком, а искусственным интеллектом. Причём для каждого из участников существует собственный экземпляр Джуис. Изначально все 12 экземпляров Джуис располагались в здании института ATO, но после того, как Мононобэ с союзниками проник в него, Сайдзо велел разместить Джуис на двенадцати трейлерах и перевезти в другое место. Впоследствии все 12 трейлеров постоянно перемещаются по территории Японии, однако Мононобэ смог их отследить и некоторые из них взорвал, выбив тем самым из игры несколько участников. Для обеспечения безопасности своей Джуис, Акира похищает её трейлер и трейлер Мононобэ.
Сэйю: Сакико Тамагава
Seleção номер 8 появляется в небольшом эпизоде в конце второго фильма во время заключительной речи Сайдзо Ато, где видно, что он является мужчиной средних лет. Seleção номер 7 в не был показан ни в сериале, ни в фильме.

## Музыкальное сопровождение
Открывающая тема
- Falling Down (исполняет британская рок-группа Oasis)

Закрывающая тема
- Futuristic imagination (исполняет японская группа School Food Punishment)